# Yoshio Nakamura
Yoshio Nakamura –en japonés, 中村 佳央, Nakamura Yoshio– (22 de octubre de 1970) es un deportista japonés que compitió en judo.
Ganó dos medallas en el Campeonato Mundial de Judo, oro en 1993 y bronce en 1997, y una medalla de oro en el Campeonato Asiático de Judo de 1991. En los Juegos Asiáticos consiguió dos medallas en los años 1994 y 1998.
Sus hermanos Kenzo y Jukimasa también fueron judokas, ganadores de medallas olímpicas.

## Palmarés internacional
| Campeonato Mundial  | Campeonato Mundial  | Campeonato Mundial | Campeonato Mundial |
| Año                 | Lugar               | Medalla            | Categoría          |
| ------------------- | ------------------- | ------------------ | ------------------ |
| 1993                | Hamilton (Canadá)   | Medalla de oro     | –86 kg             |
| 1997                | París (Francia)     | Medalla de bronce  | –95 kg             |
| Juegos Asiáticos    |                     |                    |                    |
| Año                 | Lugar               | Medalla            | Categoría          |
| 1994                | Hiroshima (Japón)   | Medalla de oro     | –86 kg             |
| 1998                | Bangkok (Tailandia) | Medalla de plata   | –90 kg             |
| Campeonato Asiático |                     |                    |                    |
| Año                 | Lugar               | Medalla            | Categoría          |
| 1991                | Osaka (Japón)       | Medalla de oro     | –86 kg             |